# Rhamphidarpe malleolus
Rhamphidarpe malleolus är en mångfotingart som först beskrevs av Carl Graf Attems 1912.  Rhamphidarpe malleolus ingår i släktet Rhamphidarpe och familjen Odontopygidae. Inga underarter finns listade i Catalogue of Life.